# Christiaan Huygens Laboratorium
Christiaan Huygens Laboratorium (CHL) ist ein niederländisches Forschungslabor für Hochfrequenztechnik mit Sitz in Katwijk bei Leiden. Benannt ist es nach dem niederländischen Astronomen, Mathematiker und Physiker Christiaan Huygens (1629–1695).

## Geschichte
Unmittelbare Vorläuferin des CHL war die 1947 gegründete Nederlands Radar Proefstation (NRP), deutsch etwa „Niederländische Radarprüfstelle“, mit Sitz im nahen Noordwijk. Diese gründete 1967 das CHL zunächst als Tochtergesellschaft.
Im Jahr 1972 wurde das CHL von der Firma Boskalis übernommen, einer niederländischen Aktiengesellschaft mit Sitz in Papendrecht und dem Geschäftsfeld Wasserbau und Seebagger. Für diese entwickelte das CHL in den folgenden Jahren eine erste Generation von Positionsbestimmungssystemen, genannt „Artemis“.
Im Jahr 1984 wurden die CHL‑Aktien von der NRP zurückgekauft und das CHL wurde erneut deren Tochtergesellschaft, bevor im Jahr 1993 beide unter der neuen Firma CHL Netherlands B.V. fusionierten. Der Fokus liegt weiterhin auf Forschung, Entwicklung und Fertigung von Hochfrequenztechnik, insbesondere von Radarantennensystemen und Mikrowellensensoren in kundenspezifischer Kleinserie.